# اسپرانسا روی
اسپرانسا روی (انگلیسی: Esperanza Roy؛ ‏ ۲۲ نوامبر ۱۹۳۵ بازیگر اهل اسپانیا بود. وی بین سال‌های ۱۹۵۳ تا ۲۰۱۰ میلادی فعالیت می‌کرد.
از فیلم‌هایی که وی در آن نقش داشته است، می‌توان به باغ لذت‌ها و گناه است… اما آن را دوست دارم اشاره کرد.